# Sempervivum globiferum subsp. hirtum
Sempervivum globiferum hirtum es una subespecie de Sempervivum globiferum en la familia Crasulaceae.

## Descripción
Las rosetas de esta planta tapizante suelen medir 5 cm de diámetro. Si las plantas se secan, sus hojas se arrollan; si no, irradian hacia fuera. Las hojas gruesas y carnosas son verdes, a menudo con la punta roja o marrón rojiza; en verano brotan flores estrelladas.

## Subespecies
- Jovibarba hirta arenaria tiene rosetas más pequeñas, normalmente de unos 25 mm de diámetro, a veces con hojas de puntas rojas. No les gustan los inviernos húmedos. Habita en el sur de los Alpes, Cárpatos y Balcanes.
- Jovibarba hirta glabrescens. Hábitat: Montes Tatras en Polonia y Eslovaquia.

## Taxonomía
Sempervivum globiferum subsp. hirtum fue descrita por (L.) 't Hart & Bleij y publicado en Succulenta (Netherlands) 78: 40 1999.  
Sinonimia
- Diopogon hirtus (L.) H.P.Fuchs ex H.Huber
- Jovibarba globifera var. glabrescens (Sabr.) Hadrava & Miklánek
- Jovibarba globifera subsp. hirta (L.) J.Parn.
- Jovibarba globifera subsp. preissiana (Domin) Holub
- Jovibarba globifera var. preissiana (Domin) Hadrava & Miklánek
- Jovibarba hirta (Pollini) Opiz
- Jovibarba hirta subsp. adenophora (Borbás) Á. Löve
- Jovibarba hirta f. hillebrandtii (Schott) Konop & Bendák
- Jovibarba hirta var. hillebrandtii (Schott) Soó
- Jovibarba hirta subsp. neilreichii (Schott, Nyman & Kotschy) Soó
- Jovibarba hirta f. neilreichii (Schott, Nyman & Kotschy) Konop & Bendák
- Jovibarba hirta var. neilreichii (Schott, Nyman & Kotschy) Konop & Bendák
- Jovibarba hirta var. tatrense (Domin) Soó
- Jovibarba hirta subsp. tatrensis (Domin) Á. Löve & D. Löve
- Jovibarba hirtella (Schott ex Fuss) Soó
- Jovibarba preissiana (Domin) Omelczuk & Chopik
- Sempervivum adenophorum Borbás
- Sempervivum hillebrandtii Schott
- Sempervivum hirsutum Pollini
- Sempervivum hirtellum Schott ex Fuss
- Sempervivum hirtum L.
- Sempervivum hirtum Jusl.
- Sempervivum neilreichii Schott, Nyman & Kotschy
- Sempervivum preissianum Domin
- Sempervivum simonkaianum¡¡ Degen
- Sempervivum tatrense Domin[1]